# Las mañanitas
Las mañanitas (‚Die Morgenstündchen‘) ist eines der bekanntesten mexikanischen Volkslieder. Es wird vor allem als traditionelles Geburtstagslied oder als mitternächtliches Ständchen für eine Quinceañera (ein junges Mädchen an seinem 15. Geburtstag) gesungen oder von Mariachis als Serenade dargeboten. Die Tradition des Liedes ist in der mexikanischen Stadt Zacatecas mindestens bis zurück in das Jahr 1896 nachweisbar. Das Lied ist auch in anderen lateinamerikanischen Ländern (etwa Bolivien oder Venezuela) bekannt. In Mexiko ist die Interpretation des Schauspielers Pedro Infante sehr populär, der das Lied in mehreren Filmen sang. Weitere populäre Aufnahmen stammen von Jorge Negrete und Javier Solís. Komponist und Ursprung des Liedes sind unbekannt.

## Strophen
Das Lied besitzt viele Strophen, die variieren können und auch spontan erweitert werden. Die Worte mi bien in der zweiten Strophe werden üblicherweise durch den Namen des oder der Besungenen ersetzt.
| Spanischer Originaltext | Deutsche Übersetzung |
| --- | --- |
| Estas son las mañanitas, que cantaba el rey David. Hoy por ser día de tu santo, te las cantamos a ti. Despierta mi bien despierta, mira que ya amaneció. Ya los pajarillos cantan, la luna ya se metió. | Dies sind die Morgenstündchen, von denen König David sang (Ps 57,9 , Ps 108,3 ). Heute, weil dein Festtag ist, singen wir (das Lied) für dich. Wach auf, mein Schatz, wach auf, schau, es ist schon hell. Die Vögelchen singen schon, der Mond ist schon untergegangen. |